# داعش-چان

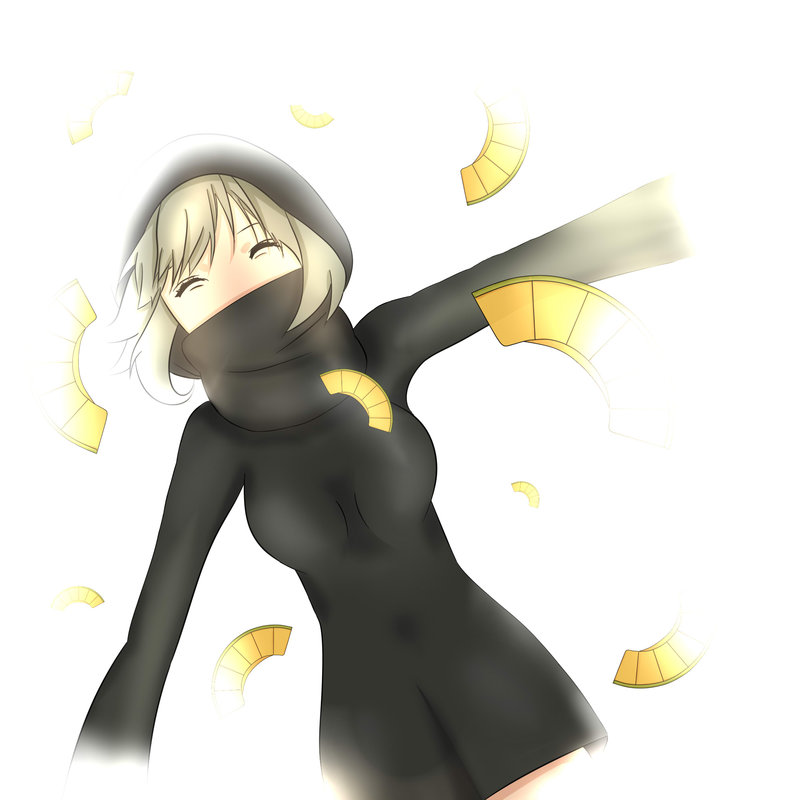
داعش-چان در پس زمینه سفید

داعش-چان (به انگلیسی: ISIS-chan) (به ژاپنی: ISISちゃん) یک شخصیت مانگا خیالی است که از وبسایت 2channel سرچشمه گرفته و در سال ۲۰۱۵ پس از یک سری حوادث که در آن شهروندان ژاپنی توسط داعش ربوده و سر بریده شدند، ایجاد شد. این شخصیت به سبک دختر موئه به تصویر کشیده شده است.
داعش-چان در ابتدا توسط کاربران سایت 2channel به عنوان پاسخی به تبلیغات گروه داعش ایجاد شد. این شخصیت به سرعت به یک میم اینترنتی در برخی از رسانه‌های اجتماعی ژاپن تبدیل شد.
اهداف کاربران وبسایت این بود که اینترنت را با تصاویر داعش-چان پر کنند تا این شخصیت در نتایج موتور جستجوی وب گوگل (بمباران گوگلی) رتبه بالایی داشته باشد. آنها امیدوار بودند که اگر اوضاع خوب پیش برود، به جای سایت‌های تبلیغاتی جهادی، جستجو برای کلمه داعش با شخصیت داعش-چان ظاهر شود. این کارزار به عنوان بخشی از جنگ رسانه‌های اجتماعی است که ایالات متحده و بریتانیا قبلاً علیه داعش آغاز کرده بودند.

## مشخصات
- ۱۹ ساله[۱][۶]
- رنگ چشم سبز[۱][۴][۶][۷]
- رنگ مو سبز[۴]
- پوشیده در لباس جهادی سیاه[۱][۴][۶][۷]
- بازیگوش، خنده‌دار و خلاق[۱۰]

در مثال‌های مختلف، داعش چان با یک خربزه تخم‌قند بریده شده و یک چاقو در دست نشان داده شده است.

- علاقه‌مند به خربزه تخم‌قند؛[۶][۷] در بعضی موارد به ملون مسلح شده.[۱]
- گاهی اوقات چاقویی که برای برش خربزه است، به همراه دارد.[۱][۶][۷]
- چاقو می‌تواند یک چاقوی جنگی باشد، اما او فقط از آن برای برش خربزه استفاده می‌کند.[۴] سازندگان توضیح می‌دهند که او قرار است به «این داعشی‌های گیج» بیاموزد که در واقع از چاقو برای چه استفاده می‌شود.[۴]
- او مأموریت دارد جلوی داعش را بگیرد و تا آنجا که می‌تواند ملون جمع کند.[۱۱]